# Gilbert Prilasnig
Gilbert Prilasnig (ur. 1 kwietnia 1973 w Klagenfurt am Wörthersee) – austriacki piłkarz, grający na pozycji obrońcy lub pomocnika. W reprezentacji Austrii rozegrał 16 meczów, debiutując 20 sierpnia 1997 roku w wygranym 3:0 meczu z Estonią.

## Sukcesy
- 1995/1996 Puchar Austrii (Sturm Graz)
- 1996 Superpuchar Austrii (Sturm Graz)
- 1996/1997 Puchar Austrii (Sturm Graz)
- 1997/1998 Österreichische Bundesliga (Sturm Graz)
- 1998 Superpuchar Austrii (Sturm Graz)
- 1998/1999 Puchar Austrii (Sturm Graz)
- 1998/1999 Österreichische Bundesliga (Sturm Graz)
- 1999 Superpuchar Austrii (Sturm Graz)